# Gruol & Blessing

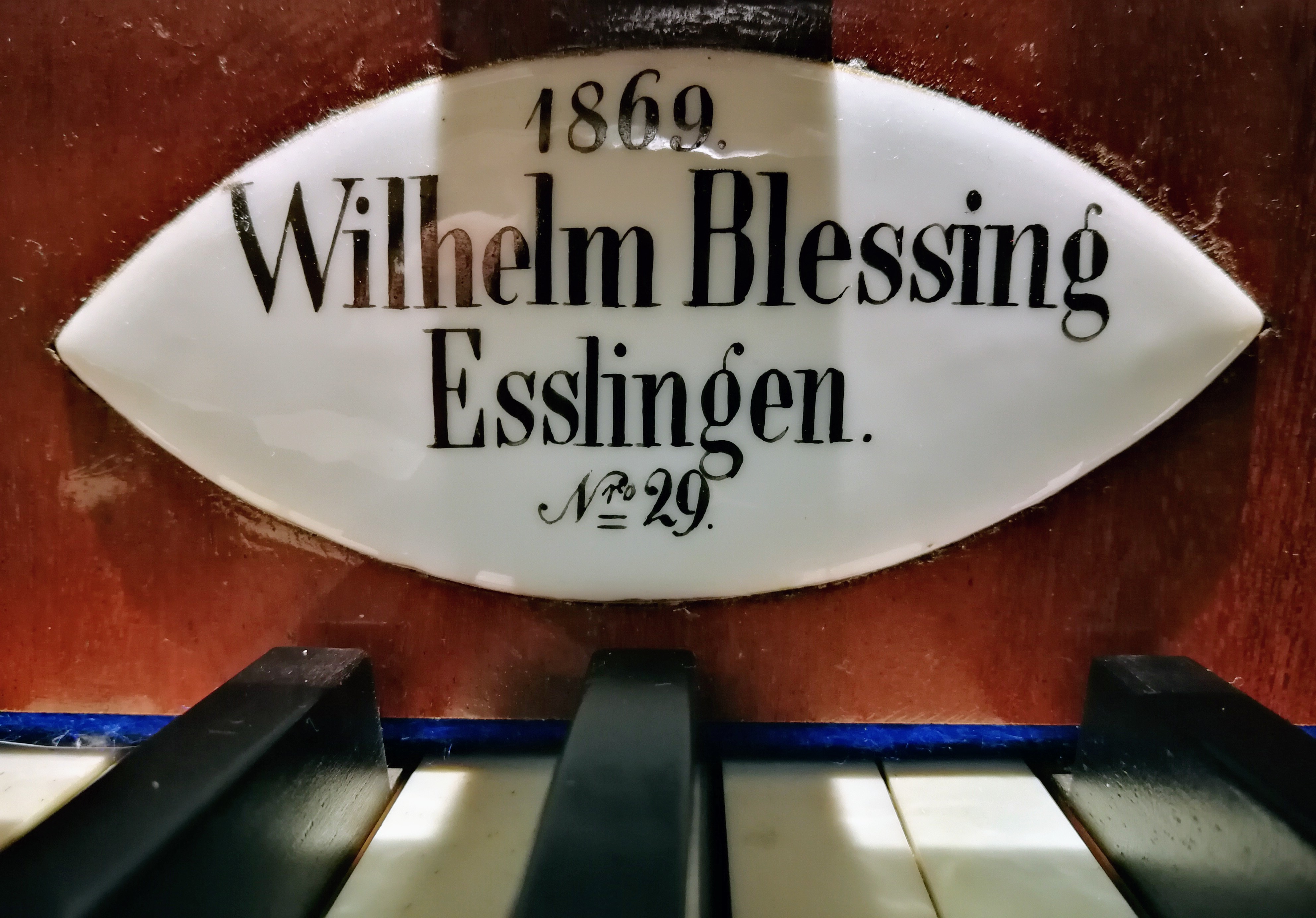
Erbauerschild von Wilhelm Blessing in Böhmenkirch

Gruol & Blessing war eine 1789 in Bissingen an der Teck gegründete Orgelbauwerkstätte. Noch heute existieren einige ihrer romantischen Orgeln im Stil der Zeit vor allem in Baden-Württemberg und stehen zum Teil unter Denkmalschutz. Der Betrieb wurde 1863 aufgegeben.

## Werk
Zwischen 1789 und 1863 bauten Johann Viktor Gruol der Ältere und seine Söhne Johann Viktor der Jüngere und Johann Georg (1798–1833) zusammen mit einigen bekannten Schülern und Partnern wie zum Beispiel Christoph Ludwig Goll und Wilhelm Blessing (* 12. April 1832; † 26. Juni 1870) zwischen einer und drei Orgeln jährlich. Die Orgeln von Gruol zählen zu den bedeutendsten romantischen Orgeln im Südwesten Deutschlands, vor allem in Baden-Württemberg. Sie zeichnen sich durch einen besonders weichen Klang aus. Gestaltet sind die Prospekte überwiegend im Stil der Neugotik, des Barocks oder Rokokos. Die Kegelladen- und Schleifladenorgeln haben in der Regel ein bis zwei Manuale und bis zu 30 Register sowie Metall- als auch Holzpfeifen. Einige Gruol-Orgeln wurden aufwendig restauriert und stehen heute unter Denkmalschutz.

## Geschichte
Nach seiner Lehrzeit bei dem Orgelbauer Johann Andreas Goll in Weilheim an der Teck eröffnete Johann Viktor Gruol der Ältere 1789 in der Hinteren Straße 1 in Bissingen an der Teck eine Orgelwerkstätte. Erste bekannte Arbeiten waren die 1793 durchgeführten umfangreichen Reparaturarbeiten an der Haußdörfer-Orgel in Oberlenningen sowie die 1795 gebaute Orgel der Peterskirche in Weilheim.
Zwei seiner Söhne, Johann Georg und Johann Viktor, erlernten ebenfalls den Beruf des Orgelbauers. Ab 1823 bauten sie zusammen die Orgel für die Marienkirche in Bissingen. Nach dem Tod von Johann Georg Gruol 1833 und Johann Viktor Gruol d. Ä. 1836 führte Johann Viktor Gruol d. J. den Betrieb zusammen mit seinen Schülern Christoph Ludwig Goll und Wilhelm Blessing weiter. Zwischen 1841 und 1845 hatte Goll den Betrieb vorübergehend verlassen, um bei Schäfer in Heilbronn und Weigle in Echterdingen zu arbeiten. 1845 baute Victor Gruol d. J. seine erste Kegelladenorgel für die Gemeinde Rommelshausen. Aufgrund von Mängeln kam es zu einer Gewährleistungsklage. Nachdem ein Sachverständiger die Mängel bestätigt hatte, musste die Orgel von Gruol sowie den Orgelbaumeistern Schäfer und Weigle nachgebessert werden. Der Prozess schadeten Gruols fachlicher Reputation so, dass in Folge der Auftrag für die neue (II/P/37)-Orgel der Stadtkirche Giengen an die Gebrüder Link als Subunternehmer von Gruol abgegeben werden musste. So entstand die erste Link-Orgel.
Ab 1850 war Christoph Ludwig Goll als Assessor an der Firma Gruol beteiligt, die fortan unter Gruol & Goll firmierte. Goll schied 1854 aus und übernahm in Kirchheim seine eigene Werkstatt. Für ihn trat Wilhelm Blessing als Kompagnon ein, und man firmierte unter Gruol & Blessing. In dieser Zeit entstanden zusammen acht Orgeln.
Nach dem Ausscheiden von Viktor Gruol d. J. um 1863 zog auch Wilhelm Blessing weg, er arbeitete ab 1863 bis zu seinem frühen Tod im Jahr 1870 als Orgelbauer in seiner Geburtsstadt Esslingen am Neckar. Viktor Gruol d. J. verstarb 1871.

## Werkliste (Auswahl)
| Jahr    | Ort                                   | Gebäude                                | Bild | Manuale | Register | Bemerkungen |
| ------- | ------------------------------------- | -------------------------------------- | ---- | ------- | -------- | --- |
| 1795    | Weilheim an der Teck                  | Peterskirche                           |      | II/P    | 23       | Gruol d. Ä.; mechanische Schleifladen |
| um 1800 | Wimsheim                              | Michaelskirche                         |      | I/P     | 10       | Gruol d. Ä.; ursprünglich für eine Kirche in Mönsheim gebaut. Später wurde sie von der Kirchengemeinde Wimsheim für die alte Michaelskirche erworben und 1883 in den Kirchenneubau übernommen. Restauriert 1977. |
| 1803    | Ochsenwang                            | Mörikekirche                           |      | I/P     | 6        | Gruol d. Ä.; heute Orgelneubau im alten Gehäuse durch die Firma Weigle (1927, I/P/6, pneumatische Kegelladen) |
| 1809    | Schopfloch                            | Johanneskirche                         |      | I/P     | 14       | Gruol d. Ä.; mechanische Schleifladen. Restauriert 2004, denkmalgeschützt. |
| 1809    | Hofen                                 | Ottiliakirche                          |      | I/P     | 6        | Gruol d. Ä.; seit 1974 Kilianskirche in Mundelsheim |
| 1824    | Bissingen an der Teck                 | Marienkirche                           |      | II/P    | 20       | Johann Viktor, Johann Georg, und Johann Viktor Gruol; mechanische Schleifladen. |
| 1825    | Klingenberg                           | Evangelische Kirche                    |      | I/P     | 8        | Gruol d. Ä.; mechanische Schleifladen, 1975 restauriert |
| 1829    | Rommelsbach                           | Martin-Luther-Kirche                   |      | I/P     | 14       | Gruol d. Ä.; 1929 wurde in das Gehäuse eine Weigle-Orgel eingebaut. |
| 1832    | Tübingen-Derendingen                  | St.-Gallus-Kirche                      |      | I/P     | 14       | 1981 restauriert und auf II/P/21 erweitert |
| 1834    | Reutlingen-Sondelfingen               | Stephanuskirche                        |      | I/P     | 12       | Gruol d. J.; 1962 ersetzt; Teile wurden 1979 zu Restaurierung der Orgel in Beuren verwendet. |
| 1836    | Bolheim                               | Evangelische Kirche                    |      |         |          | Gruol d. Ä.; 1890 wurde von Link ein komplett neues Spielwerk eingebaut |
| 1839    | Beuren                                | Nikolauskirche                         |      | II/P    | 23       | Gruol d. J.; mechanische Schleifladen. Restauriert 1979. |
| 1840    | Riederich                             | Ev. Auferstehungskirche                |      |         |          | Gruol d. J. |
| 1841    | Berkheim                              | Michaelskirche                         |      | I/P     | 9        | |
| 1842    | Gechingen                             | Martinskirche                          |      | I/P     | 6        | Gruol d. J. Die Orgel befindet sich heute in der Musikhistorischen Sammlung Jehle in Albstadt-Lautlingen und steht unter Denkmalschutz.                                                                          |
| 1842    | Lontal                                | St. Ulrich                             |      | I/P     | 6        | Gruol d. J.; 1985 restauriert von Link |
| 1843    | Heidenheim an der Brenz-Mergelstetten | Ev. Kirche                             |      |         |          | Die alten Holzpfeifen wurden 1967 weitgehend in die neue Link-Orgel eingebaut. |
| 1844    | Donnstetten                           | St. Georgskirche                       |      | I/P     | 9        | 1982 Erweiterung um zweites Manual, 2006 Restaurierung |
| 1845    | Rommelshausen                         | Mauritiuskirche                        |      | I/P     | 14       | Gruol d. J.; mechanische Kegelladen im Manual, Schleiflade im Pedal; 1853/1854 Revision durch Weigle; 1937 Erweiterungsumbau durch Walcker; 1993 restauriert.                                                    |
| 1846    | Münsingen-Rietheim                    | Ev. Kirche                             |      | I/P     | 9        | |
| 1851    | Gutenberg                             | Nikolauskirche                         |      | I/P     | 10       | Gruol & Goll; 1954 auf zwei Manuale erweitert |
| 1853    | Seeburg                               | Johanneskirche                         |      | I/P     | 7        | Gruol & Goll; mechanische Kegelladen, denkmalgeschützt |
| 1853    | Dapfen                                | Dorfkirche                             |      | I/P     | 12       | |
| 1853    | Enzklösterle                          | Ev. Kirche                             |      |         |          | |
| 1858    | Hepsisau                              | Ev. Kirche                             |      | I/P     | 7        | Gruol & Blessing; mechanische Kegelladen |
| 1862    | Kleinengstingen                       | Blasiuskirche                          |      | II/P    | 13       | Gruol & Blessing; mechanische Kegelladen, denkmalgeschützt |
| 1865    | Inneringen                            | St. Martin                             |      | II/P    | 20       | Blessing; 1943 durchgreifend umgebaut, 2011–2012 restauriert/rekonstruiert durch Orgelbau Vleugels |
| 1866    | Dettingen an der Erms                 | Ev. Stiftskirche Dettingen an der Erms |      | II/P    | 30       | Blessing; Kegelladenorgel, denkmalgeschützt, größte erhaltene Blessing-Orgel |
| 1869    | Böhmenkirch                           | St. Hippolyt                           |      | II/P    | 17       | Blessing; mechanische Kegelladen |

## Trivia
- Die 1862 von Gruol & Blessing für die Evangelische Kirche in Kleinengstingen gebaute Orgel (Werknummer 80) mit zwei Manualen und 13 Registern kostete damals 1489 Gulden. Sie hatte 10 Jahre Garantie und wurde am 21. Juli 1862 mittels drei zweispännigen Fuhrwerken geliefert.[23]
- Eine Orgelpfeife aus der um 1803 in Ochsenwang erbauten Gruol-Orgel wurde mit Datum vom 17. September 1833 von Eduard Mörike signiert und ist heute im Mörikehaus Ochsenwang ausgestellt.[27]
- Seit 2014 gibt es Klingeltöne von der 1809 gebauten Gruol-Orgel in Schopfloch zum Download.[28]